# Hornoy Communal Cemetery
Hornoy Communal Cemetery is een begraafplaats gelegen in de Franse plaats Hornoy-le-Bourg (Somme). De militaire graven worden onderhouden door de Commonwealth War Graves Commission.
De begraafplaats telt 1 geïdentificeerd Gemenebest graf uit de Tweede Wereldoorlog.